# Eishockey-Oberliga 1999/2000
In der Saison 1999/2000 wurde die Liga, die in der Vorsaison noch unter dem Namen 1. Liga Süd und 1. Liga Nord ausgetragen wurden, wieder ihren alten Namen Oberliga in Form der Oberliga Süd und Oberliga Nord ausgetragen.

## Vor der Saison
Vor der Saison passierte folgendes
in der Oberliga Süd:
- Der ESC München hatte sich sportlich für die Oberliga Süd qualifiziert und meldete seine Mannschaft nach Installation der München Barons ab, dafür nahm der EV Landshut, dessen Lizenz für die DEL die München Barons aufkauften, an der Oberliga Süd teil.
- Der EHC Waldkraiburg zog seine Mannschaft aus der Liga zurück und setzte den Spielbetrieb in den Ligen des Bayerischen Eissportverband in der Landesliga Bayern (5. Spielklasse) fort.

in der Oberliga Nord:
- Die Mannschaft der Jungadler Mannheim, die in Zusammenarbeit mit dem Deutschen Eishockey-Bund von den Adler Mannheim im Sommer 1999 gegründet wurde, wurde neu aufgenommen.
- Anstelle des Konkurs gegangenen EC in Hannover nimmt die Mannschaft KEV Hannover am Spielbetrieb teil.
- Die Mannschaft von VERC Lauterbach konnte sich im Streit gegen den Hessischen Eissportverband durchsetzen und die Teilnahme an der Liga erreichen.
- Die Dresdner Eislöwen bekamen die Anfrage, an der Gruppe Nord teilzunehmen, obwohl sie sich als Vertreter des Sächsischen Eissportverbandes in der Aufstiegsrunde zur Regionalliga Süd 1999/2000 sportlich nicht qualifiziert hatten, und wurden nach Abgabe der Lizenzunterlagen in die Liga aufgenommen.

## Teilnehmer

### Oberliga Nord
- EV Duisburg
- REV Bremerhaven
- Ratinger Ice Aliens
- ESC Erfurt
- EHC Wolfsburg
- Adendorfer EC
- KEV Hannover
- Dresdner Eislöwen
- Gelsenkirchener EC
- EC Timmendorfer Strand
- EHC Neue Eisbären Berlin
- Herner EV
- Jungadler Mannheim
- VERC Lauterbach

### Oberliga Süd
- ETC Crimmitschau
- EV Regensburg
- EHC Straubing
- ESV Bayreuth
- EC Atlantis Ulm/Neu-Ulm
- EV Landshut
- TSV Erding
- Deggendorfer EC
- EHC Bad Aibling
- ERC Selb
- ERC Haßfurt
- ERSC Amberg
- TEV Miesbach
- 1. EV Weiden

## Oberliga Nord

### Modus
Im Norden wurde die Vorrunde als Doppelrunde ausgespielt.
Nach Abschluss der Vorrunde spielten die Teilnehmer auf den Plätzen 1 bis 8 eine Play-off-Runde aus, während die Teilnehmer auf den Plätzen 9 bis 14 an einer Qualifikationsrunde teilnahmen.
In der Play-off-Runde wurden die weiteren vier Teilnehmer an den Aufstiegs-Play-offs zur 2. Bundesliga ermittelt, während die Verlierer sich für die Oberliga 2000/01 qualifizierten.
Nach der Qualifikationsrunde sollten die Mannschaften auf Platz 5 und 6 in die entsprechenden Regionalligen absteigen – was dem Herner EV und dem VERC Lauterbach widerfuhr.
Aus den Regionalligen im Norden konnte sich der Herforder EC qualifizieren.

### Vorrunde
Die Teams der Plätze 1–8 nahmen an der Play-off-Runde der Oberliga Nord teil. Die Teams der Plätze 9–14 nahmen an der Qualifikationsrunde für die Oberliga 2000/01 teil.
| Pl. | Team                         | Sp | Tore    | Diff. | Pkt. |
| --- | ---------------------------- | -- | ------- | ----- | ---- |
| 1.  | EV Duisburg                  | 52 | 235:135 | 100   | 127  |
| 2.  | REV Bremerhaven              | 52 | 281:141 | 140   | 113  |
| 3.  | Ratinger Ice Aliens          | 52 | 274:162 | 113   | 108  |
| 4.  | ESC Erfurt                   | 52 | 226:149 | 77    | 99   |
| 5.  | EHC Wolfsburg                | 52 | 296:183 | 113   | 97   |
| 6.  | Adendorfer EC                | 52 | 235:182 | 53    | 95   |
| 7.  | KEV Hannover                 | 52 | 205:170 | 35    | 89   |
| 8.  | Dresdner Eislöwen (N)        | 52 | 215:189 | 26    | 88   |
| 9.  | Gelsenkirchener EC           | 52 | 209:183 | 26    | 84   |
| 10. | EC Timmendorfer Strand       | 52 | 231:205 | 26    | 49   |
| 11. | EHC Neue Eisbären Berlin (N) | 52 | 173:236 | −63   | 47   |
| 12. | Herner EV (N)                | 52 | 191:344 | −153  | 37   |
| 13. | Jungadler Mannheim (N)       | 52 | 128:260 | −132  | 33   |
| 14. | VERC Lauterbach (N)          | 52 | 154:414 | −260  | 26   |

### Play-off-Runde
Die Sieger nahmen an den Aufstiegs-Play-offs zur 2. Bundesliga teil. Die Verlierer sind für die Folgesaison bereits qualifiziert.
|                     | Gesamt |                   | Spiel 1 | Spiel 2 | Spiel 3 | Spiel 4 | Spiel 5 |
| ------------------- | ------ | ----------------- | ------- | ------- | ------- | ------- | ------- |
| ESC Erfurt          | 1:3    | EHC Wolfsburg     | 4:3     | 2:5     | 5:8     | 1:3     | –       |
| EV Duisburg         | 3:0    | Dresdner Eislöwen | 13:5    | 5:3     | 3:0     | –       | –       |
| REV Bremerhaven     | 3:0    | KEV Hannover      | 3:1     | 6:0     | 5:1     | –       | –       |
| Ratinger Ice Aliens | 0:3    | Adendorfer EC     | 4:6     | 2:4     | 0:4     | –       | –       |

### Qualifikationsrunde
Die Teilnehmer auf Platz 1 bis 4 sind für die Eishockey-Oberliga 2000/01 qualifiziert. Die weiteren Teilnehmer steigen in die entsprechende Regionalliga im Norden ab.
| Pl. | Team                     | Sp | Tore   | Diff. | Pkt. |
| --- | ------------------------ | -- | ------ | ----- | ---- |
| 1.  | Jungadler Mannheim       | 10 | 59:27  | 32    | 21   |
| 2.  | EC Timmendorfer Strand   | 10 | 83:48  | 35    | 21   |
| 3.  | EHC Neue Eisbären Berlin | 10 | 77:35  | 42    | 21   |
| 4.  | Gelsenkirchener EC       | 10 | 85:40  | 45    | 20   |
| 5.  | Herner EV                | 10 | 135:39 | −96   | 4    |
| 6.  | VERC Lauterbach          | 10 | 39:96  | −57   | 3    |

## Oberliga Süd

### Modus
Im Süden wurde zuerst die Vorrunde als Einfachrunde ausgespielt, nach deren Abschluss nahmen die Teilnehmer auf den Plätzen 1 bis 8 an der Platzierungsrunde mit dem 13. der 2. Bundesliga 1999/2000 – Braunlager EHC/Harz – und die Teilnehmer auf den Plätzen 9 bis 14 an der Qualifikationsrunde mit den Mannschaften aus der Regionalliga Süd teil, nach deren Abschluss sich 6 Mannschaften für die Oberliga 2000/01 qualifizieren.
Nach Beendigung der Platzierungsrunde spielten die Teilnehmer auf Platz 1 bis 4 die Aufstiegsplayoff zur 2. Bundesliga mit den Teilnehmern der Oberliga Nord, während sich die Teilnehmer auf den Plätzen 5 bis 9 für die Oberliga 2000/01 qualifizierten – dies gelang den Mannschaften von ERSC Amberg, 1. EV Weiden und TEV Miesbach nicht mehr.

### Vorrunde
Die Teams der Plätze 1–8 nahmen an der Platzierungsrunde teil. Die Teams der Plätze 9–14 nehmen an der Qualifikationsrunde gegen die Teilnehmer aus der Regionalliga Süd teil.
| Pl. | Team                      | Sp | Tore   | Diff. | Pkt. |
| --- | ------------------------- | -- | ------ | ----- | ---- |
| 1.  | ETC Crimmitschau          | 26 | 106:80 | 26    | 59   |
| 2.  | EV Regensburg             | 26 | 139:79 | 50    | 53   |
| 3.  | EHC Straubing             | 26 | 109:89 | 20    | 50   |
| 4.  | ESV Bayreuth              | 26 | 114:91 | 23    | 50   |
| 5.  | EC "Atlantis" Ulm/Neu-Ulm | 26 | 107:94 | 13    | 47   |
| 6.  | EV Landshut               | 26 | 120:83 | 37    | 46   |
| 7.  | TSV Erding (A)            | 26 | 98:90  | 8     | 41   |
| 8.  | Deggendorfer EC           | 26 | 88:83  | 5     | 41   |
| 9.  | EHC Bad Aibling (N)       | 26 | 106:96 | 10    | 36   |
| 10. | ERC Selb                  | 26 | 93:107 | 14    | 29   |
| 11. | ERC Haßfurt               | 26 | 91:131 | −40   | 27   |
| 12. | ERSC Amberg               | 26 | 91:131 | −40   | 26   |
| 13. | TEV Miesbach (N)          | 26 | 90:132 | −42   | 22   |
| 14. | 1. EV Weiden              | 26 | 65:132 | −67   | 17   |

### Platzierungsrunde
Neben den acht besten Mannschaften der Oberliga-Vorrunde nahm an der Platzierungsrunde der Braunlager EHC als letztplatzierte Mannschaft der 2. Bundesliga teil, um sich einen Platz für die Aufstiegs-Play-offs zu sichern.
Nach Ende der Platzierungsrunde nehmen die Teilnehmer auf Platz 1 bis 4 an den Aufstiegs-Play-offs zur 2. Eishockey-Bundesliga 2000/01 teil, während die weiteren Teilnehmer für die Eishockey-Oberliga 2000/01 qualifiziert sind.
| Pl. | Team                        | Sp | Tore    | Diff. | Pkt. |
| --- | --------------------------- | -- | ------- | ----- | ---- |
| 1.  | EHC Straubing               | 32 | 134:97  | 37    | 63   |
| 2.  | EV Landshut                 | 32 | 142:107 | 35    | 61   |
| 3.  | EV Regensburg               | 32 | 124:95  | 29    | 60   |
| 4.  | TSV Erding                  | 32 | 105:94  | 11    | 54   |
| 5.  | ESV Bayreuth                | 32 | 106:124 | −18   | 45   |
| 6.  | Braunlager EHC Harz (2. BL) | 32 | 127:115 | 12    | 45   |
| 7.  | EC Atlantis Ulm/Neu-Ulm     | 32 | 96:123  | −27   | 39   |
| 8.  | ETC Crimmitschau            | 32 | 107:127 | −20   | 38   |
| 9.  | Deggendorfer EC             | 32 | 104:163 | −59   | 27   |

### Qualifikationsrunde
Die Teilnehmer auf Platz 1 bis 6 haben sich für die Oberliga qualifiziert. Die weiteren Teilnehmer haben sich für die Regionalliga Süd 2000/01 qualifiziert.
| Pl. | Team                    | Sp | Tore   | Diff. | Pkt. |
| --- | ----------------------- | -- | ------ | ----- | ---- |
| 1.  | ESV Kaufbeuren (RL-Süd) | 22 | 98:67  | 31    | 53   |
| 2.  | EHC Bad Aibling         | 22 | 95:71  | 50    | 44   |
| 3.  | ERC Haßfurt Sharks      | 22 | 93:64  | 29    | 44   |
| 4.  | ERC Selb                | 22 | 91:72  | 19    | 39   |
| 5.  | EV Füssen (RL-Süd)      | 22 | 103:81 | 22    | 38   |
| 6.  | EC Peiting (RL-Süd)     | 22 | 98:83  | 16    | 36   |
| 7.  | TuS Geretsried (RL-Süd) | 22 | 81:75  | 6     | 34   |
| 8.  | ERSC Amberg             | 22 | 68:74  | −6    | 29   |
| 9.  | TSV Peißenberg (RL-Süd) | 22 | 69:76  | −7    | 29   |
| 10. | 1. EV Weiden            | 22 | 73:100 | −27   | 26   |
| 11. | EA Kempten (RL-Süd)     | 22 | 72:123 | −51   | 15   |
| 12. | TEV Miesbach            | 22 | 63:118 | −55   | 9    |

## Aufstiegs-Play-offs
Zur Teilnahme an der 2. Bundesliga 2000/01 spielten die jeweils vier Qualifizierten der Oberliga Nord und Süd zunächst über Kreuz gegeneinander.
Halbfinale
Die Halbfinals fanden im Modus Best-of-Three statt.
|                 | Gesamt |               | Spiel 1   | Spiel 2 | Spiel 3 |
| --------------- | ------ | ------------- | --------- | ------- | ------- |
| EHC Straubing   | 2:0    | Adendorfer EC | 6:2       | 6:3     | -       |
| EV Duisburg     | 0:2    | TSV Erding    | 1:4       | 1:3     | -       |
| EV Landshut     | 2:1    | EHC Wolfsburg | 6:0       | 3:5     | 7:3     |
| REV Bremerhaven | 2:1    | EV Regensburg | 4:3 n. P. | 3:4     | 6:3     |

Spiel um Platz 3
Der Platz 3 wurde in einem Hin- und einem Rückspiel ermittelt.
|                 | Gesamt |            | Hinspiel | Rückspiel |
| --------------- | ------ | ---------- | -------- | --------- |
| REV Bremerhaven | 10:6   | TSV Erding | 6:0      | 4:6       |

Finale
Das Finale wurde wiederum im Modus Best-of-Three durchgeführt.
|               | Gesamt |                 | Spiel 1 | Spiel 2   |
| ------------- | ------ | --------------- | ------- | --------- |
| EHC Straubing | 2:0    | REV Bremerhaven | 5:1     | 4:3 n. V. |
| EV Landshut   | 2:0    | TSV Erding      | 5:2     | 3:0       |

Der EV Landshut und der EHC Straubing hatten sich damit für die 2. Bundesliga 2000/01 qualifiziert. Der EV Landshut verzichtete entsprechend einer Vereinbarung mit dem Kooperationspartner München Barons auf den Aufstieg. Durch diesen Verzicht und den Erwerb der DEL-Lizenz durch den Iserlohner EC stiegen sowohl der REV Bremerhaven als auch der TSV 1862 Erding in die 2. Bundesliga auf.